# Taroumovka
Taroumovka (Тарумовка) est un village du Daghestan en fédération de Russie qui est le chef-lieu administratif du district, ou raïon de Tamourovka. Sa population était de 5 372 habitants en 2010. Le village se trouve sur le trajet Makhatchkala-Astrakhan à 145 km de Makhatchkala. La gare de chemin de fer la plus proche de Taroumovka est celle de Karabagly à 13 km.

## Histoire
Le village a été fondé en 1786 par Andreï Taroumov, procureur d'Astrakhan, qui a divisé ses terres pour y installer ses paysans. C'est ainsi que le village a reçu son nom en son honneur. Les paysans s'adonnaient à la pêche dans les rivières Sredniaia et Prorva, cultivaient la vigne et élevaient des vers à soie.

## Population
Selon le recensement de 2002, la population était répartie en:
- Avars : 30,2 %
- Russes : 29,5 %
- Darguines : 19,8 %, etc.